# Гермлі (Техас)
Гермлі (англ. Hermleigh) — переписна місцевість (CDP) в США, в окрузі Скаррі штату Техас. Населення — 383 особи (2020).

## Географія
Гермлі розташоване за координатами 32°38′27″ пн. ш. 100°45′2″ зх. д. / 32.64083° пн. ш. 100.75056° зх. д. (32.640775, -100.750485).  За даними Бюро перепису населення США в 2010 році переписна місцевість мала площу 23,44 км², з яких 23,44 км² — суходіл та 0,00 км² — водойми.

## Демографія
Згідно з переписом 2010 року, у переписній місцевості мешкало 345 осіб у 139 домогосподарствах у складі 98 родин. Густота населення становила 15 осіб/км².  Було 172 помешкання (7/км²).
Расовий склад населення:
| - 88,1 % — білих - 1,4 % — чорних або афроамериканців - 0,9 % — корінних американців - 0,3 % — азіатів - 6,4 % — осіб інших рас |

До двох чи більше рас належало 2,9 %. Частка іспаномовних становила 31,0 % від усіх жителів.
За віковим діапазоном населення розподілялося таким чином: 24,3 % — особи молодші 18 років, 57,4 % — особи у віці 18—64 років, 18,3 % — особи у віці 65 років та старші. Медіана віку мешканця становила 44,1 року. На 100 осіб жіночої статі у переписній місцевості припадало 93,8 чоловіків;  на 100 жінок у віці від 18 років та старших — 90,5 чоловіків також старших 18 років.
Середній дохід на одне домашнє господарство  становив 76 976 доларів США (медіана — 63 229), а середній дохід на одну сім'ю — 82 946 доларів (медіана — 64 271). За межею бідності перебувало 5,2 % осіб, у тому числі 5,9 % дітей у віці до 18 років та 9,8 % осіб у віці 65 років та старших.
Цивільне працевлаштоване населення становило 191 особа. Основні галузі зайнятості: освіта, охорона здоров'я та соціальна допомога — 33,0 %, публічна адміністрація — 19,4 %, транспорт — 15,2 %, сільське господарство, лісництво, риболовля — 12,0 %.